# Île de Holbourne
Holbourne est une île d'Australie, parc national du Queensland, située à 983 km de Brisbane. 

## Géographie
L'île est un sanctuaire naturel d’oiseaux et un lieu de nidification pour les tortues. Elle est souvent désignée comme faisant partie du Triangle des Bermudes de la mer de Corail car plusieurs mystères maritimes sont liés à la région.

## Histoire

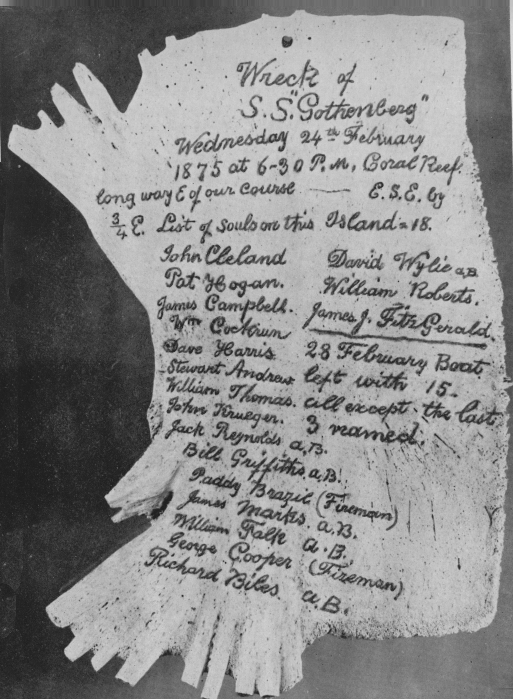
Gravure des survivants du SS Gothenburg sur le côté concave d'une carapace de tortue

L'île est connue depuis le naufrage en 1875 du SS Gothenburg lorsque dix-huit survivants s'y sont réfugiés. Le 25 février, quatre survivants sont d'abord arrivés à bord d'un canot de sauvetage. Ils y survivent en mangeant des œufs d'oiseaux et en buvant de l'eau de pluie accumulée dans les rochers de l'île. Le lendemain, quatorze autres survivants d'une embarcation de sauvetage de tribord atterrissent aussi. Les survivants gravent leurs noms sur le côté concave d'une grande carapace de tortue, exposée au Musée d'Australie-Méridionale d'Adélaïde.
Le dimanche 28 février, quinze des naufragés partent à bord d'un des canots de sauvetage dans le but d'atteindre une île située à 32 km au sud. Un navire de sauvetage envoyé à la recherche des survivants du SS Gothenburg récupère le groupe et les rapatrie à Bowen. Le navire est ensuite retourné à l'île Holbourne et y sauve trois autres hommes.
Le 2 septembre 2001, un vraquier de 50 000 tonnes, le Pax Phoenix quitte Hay Point (Queensland) pour se rendre en Inde via Singapour. En passant l'île Holbourne, une nappe de pétrole est remarquée et décrite comme ayant une largeur de 60 à 80 mètres (200 à 260 pieds). Bien que l’effet sur l’île et la faune ait suscité des inquiétudes, celui-ci s’est finalement dispersé naturellement en mer sans impact.